# Бежица
Бе́жица — упразднённый в 1956 году город в Брянской области России. Территория города в настоящее время полностью вошла в  Бежицкий район,  один из административных районов Брянска.

## Топоним
Название Бе́жица происходит от названия железнодорожной станции Бежицкая или Бежица, в 1904 году переименованная в ст. Болва по одноимённой реке. В свою очередь станция названа по соседнему владельческому селу Бе́жичи.
В разные годы поселение носило названия: первоначально Губонино (по фамилии промышленника и землевладельца П. И. Губонина); с 1873 — Брянский Завод (по основанному здесь предприятию); к концу XIX века утвердилось название Бежица; в 1936—1943 — Орджоникидзеград (в честь Серго Орджоникидзе).

## География
Находится в северной части Брянска, на правом берегу реки Болвы при её слиянии с Десной. На противоположном берегу реки посёлок городского типа Радица-Крыловка. На юге граничит с Советским районом, на юго-востоке — с Володарским районом.

## История
Населённый пункт возник в середине 1860-х годов при строительстве Орловско-Витебской железной дороги; первоначально назывался Губонино. Движение по железной дороге было открыто в 1868 году.

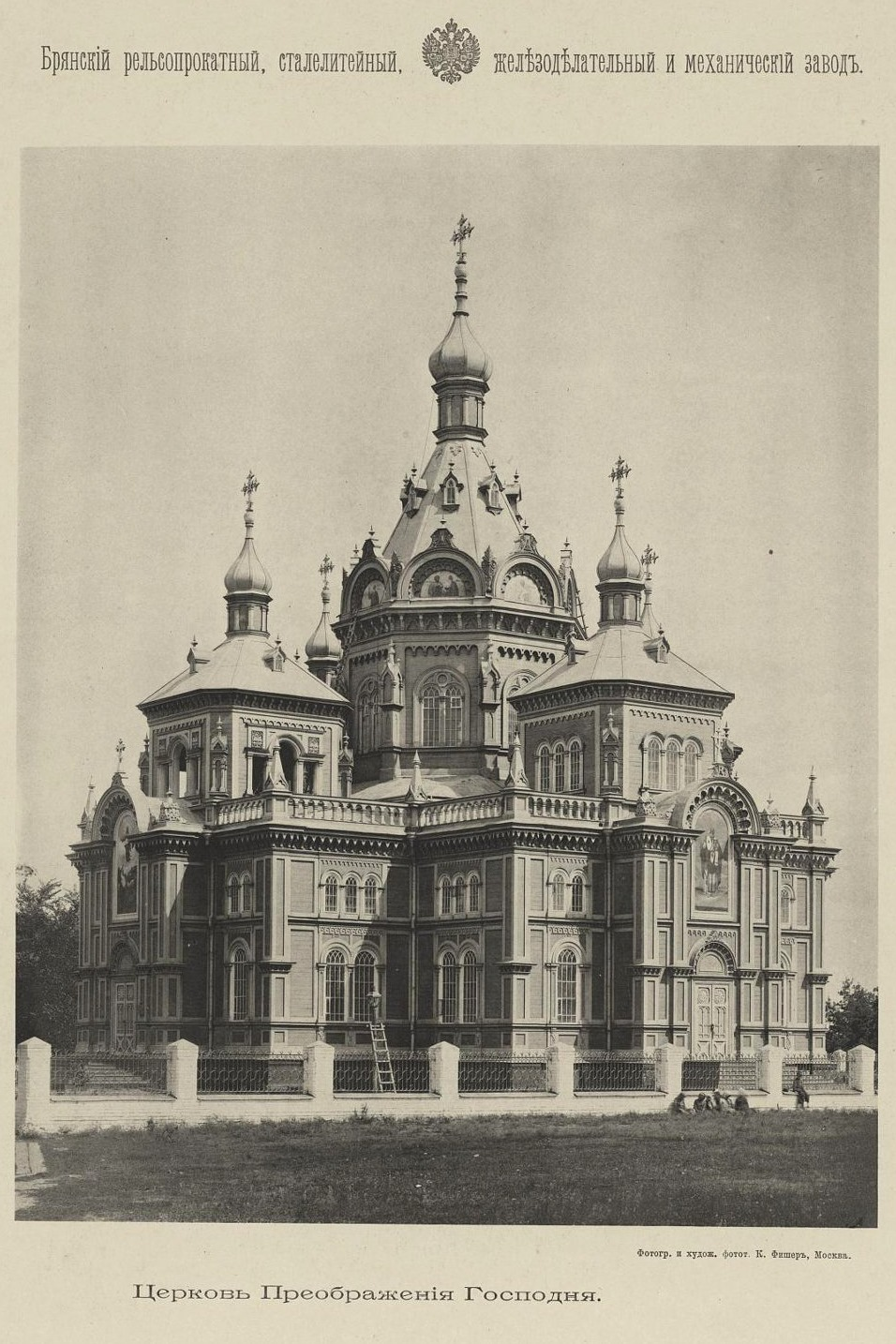
Бежица. Церковь Преображения Господня. Конец XIX века

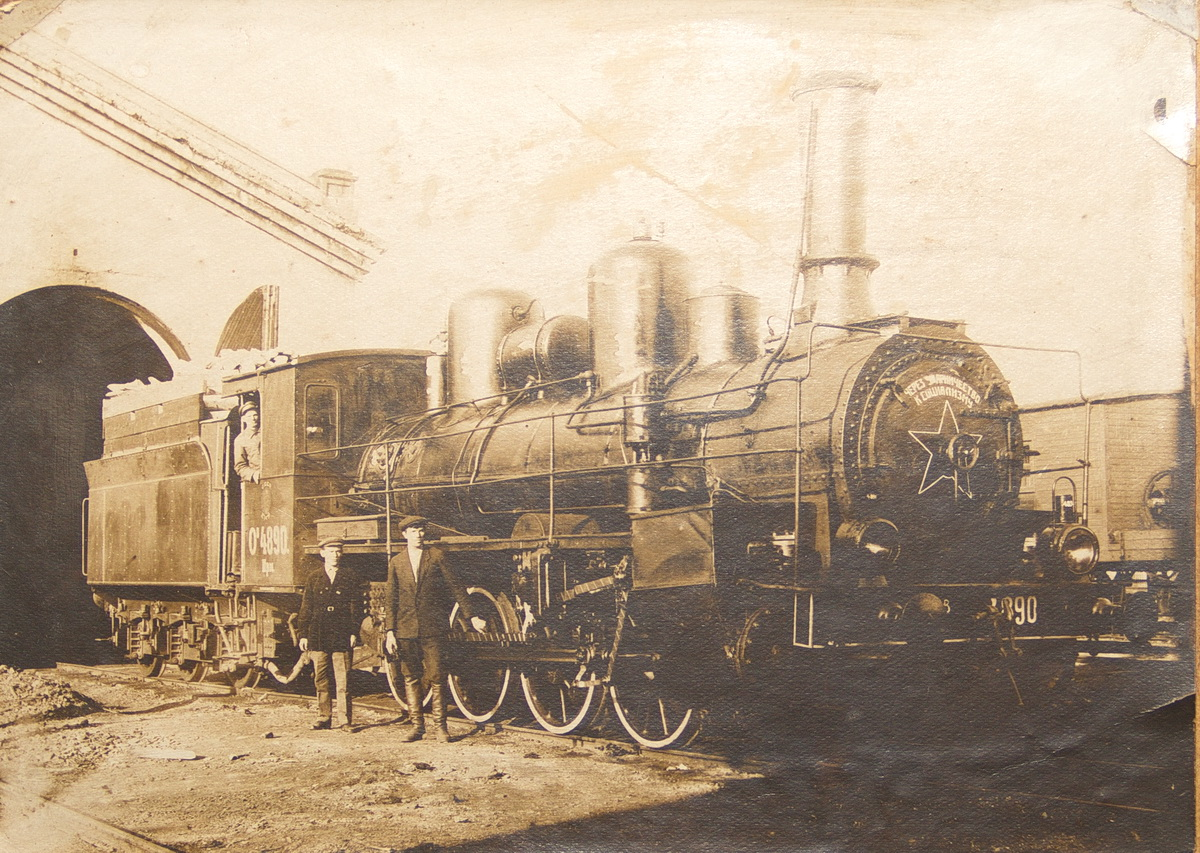
Паровоз Бежицкого завода в Котласском депо. Примерно 1930-е года

В 1873 году в Бежице основан Брянский рельсопрокатный, железоделательный, сталелитейный и механический завод (так называемый «Брянский завод», ныне ОАО «Брянский машиностроительный завод»), который делал в том числе и паровозы.
В 1884 году открыта большая красивая церковь — Храм в честь Преображения Господня. Стены пятиглавой крестообразной церкви были сооружены из чугунных рельсов и обложены снаружи и внутри дубовыми досками. При храме была открыта церковно-приходская школа, построенная в 1894 году. Закрыли храм в декабре 1929 года (разобрали к 1935 году, а в 1937 году бывшего настоятеля храма священника Афанасия Преображенского власти расстреляли).
В 1925 году Бежица получила статус города; в 1929—1956 — город областного подчинения.
С 1921 по 1929 годы — центр Бежицкого уезда в составе Брянской губернии; в 1929—1930 годы возглавлял Бежицкий район (с 1930 года — Брянский район) 

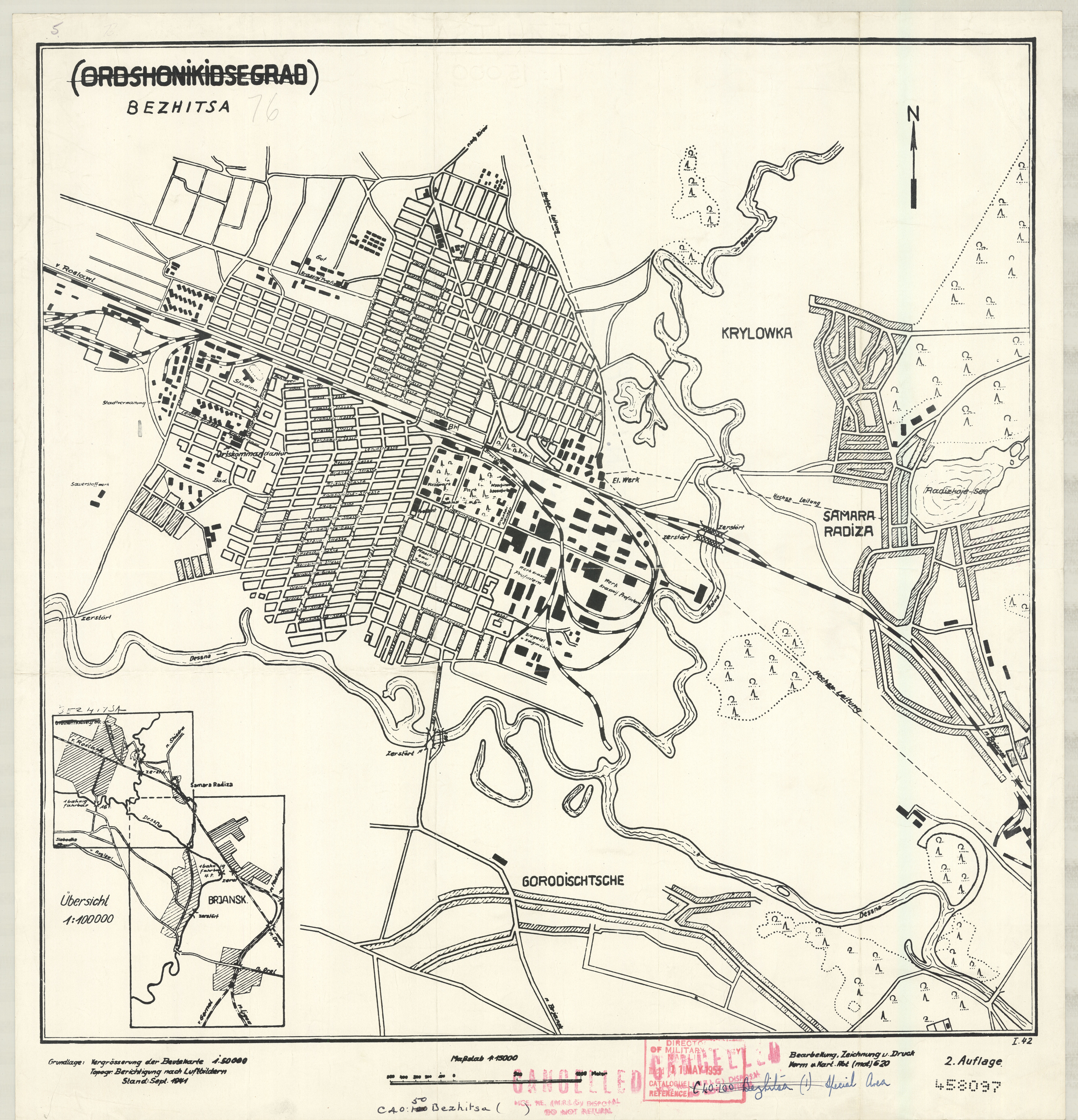
Немецкий план города Бежица, 1941 г.

В 1934 в черту г. Бежицы были включены пригородные населённые пункты (Чайковичи, Бежичи, Бордовичи, Городище), что сделало Бежицу крупнейшим по площади городом на территории современной Брянской области (ок. 150 км²). 
С 1936 по 1943 год город  назывался Орджоникидзеград. Это название до сих пор носит железнодорожная станция.
С марта 1940 года в Орджоникидзеграде действовало военное Орджоникидзеградское автомобильно-мотоциклетное училище, во время Великой Отечественной войны эвакуированное на восток в июле—августе 1941 года.
2 июня 1956 года в соответствии с Указом Президиума Верховного Совета РСФСР произошло объединение г. Брянска и г. Бежицы в один город. В областном центре появился четвертый административный район — Бежицкий, который был и остается крупнейшим городским районом по площади и по населению.

## Население
Изменение численности населения за период с 1897 по 1959 годы:

## Инфраструктура
«Брянский машиностроительный завод»